# Láhev na víno

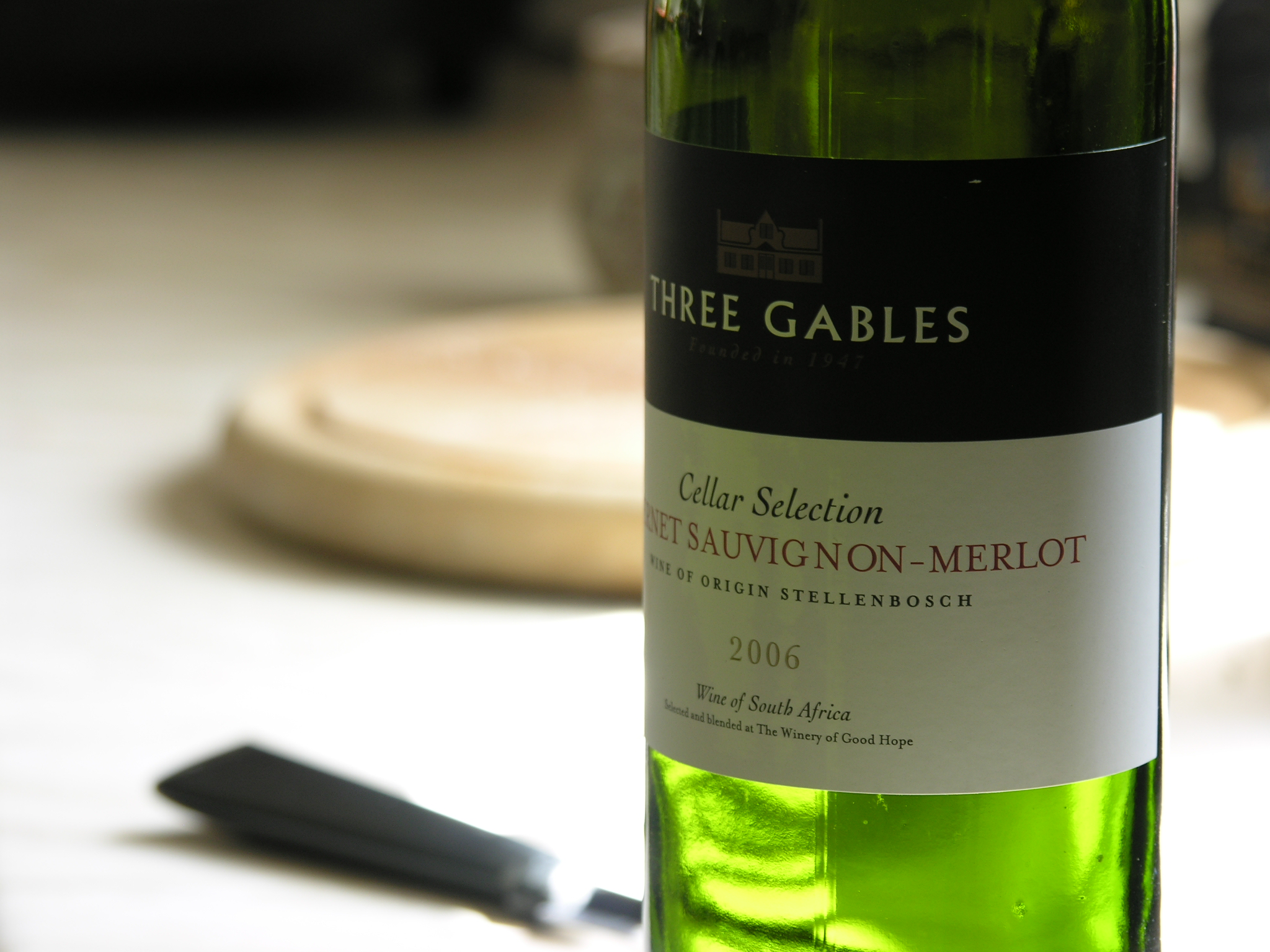
Láhev na víno

Láhev na víno je obvykle vyráběná ze skla. Některá vína se fermentují (dokvašují) přímo v lahvích, jiná jsou přelévána do lahví až po fermentaci. Nejvíce jsou využívány lahve na víno o objemu 0,75 litru, ale přestože jsou hromadně produkovány, mají nejrůznější objemy, velikosti i tvary. Nejvíce jsou využívány lahve v barvě různých odstínů zelené nebo hnědé, což omezuje pronikání světla do vína, která způsobuje nežádoucí oxidaci alkoholu kazící chuť.

## Charakteristika
Některé lahve na víno jsou průhledné, do těchto lahví se plní převážně růžové víno, v malé míře i červené a bílé víno.[zdroj?] Většina vín je uzavřena korkovou zátkou, avšak panuje trend uzavírat lahve pomocí šroubovacího uzávěru – zejména u vín dovážených ze zahraničí, přičemž jeho výhodou je snadné otevření a opětovné uzavření lahve.[zdroj?]
Lahví na víno je v současné době[kdy?] celá řada. [zdroj?] Dále jsou na trhu zastoupeny lahve na víno o objemu 1 l, kterých je v současné době[kdy?] asi 8 druhů,[kde?] z nichž pouze jeden typ je zálohovaný[kde?] – tyto zálohované lahve v současnosti[kdy?] hodně ustupují 1l nevratným. Vratná láhev na víno je také zastoupena v nařízení vlády ČR z roku 2002 a vykupuje se za jednotnou cenu 3 Kč za láhev. Někde je možné narazit i na vratné lahve na víno o objemu 0,75 l,[zdroj?] to je však spíše okrajová záležitost.

## Historie
Nejstarší zmínky o vínu pocházejí z doby kolem roku 5400 př. n. l., kdy bylo vyráběno v Íránu v pohoří Zagros. Ve starověku bylo víno uchováváno v kádích a sudech. Ve středověku pak už většinou pouze v sudech, avšak v obou případech ztrácelo víno skladováním na své kvalitě a chuti kvůli přístupu vzduchu a tím jeho oxidaci.
S prvními skleněnými lahvemi začali vinaři experimentovat v 17. století, avšak problémem byla jejich křehkost a nesnadné uzavírání způsobující oxidaci a tím i znehodnocení vína. Vysoká cena omezovala jejich rozšíření. Kenelm Digby byl ve 30. letech 17. století majitelem sklárny a nebál se experimentovat s různým složením skla a používáním vyšších teplot tavby. Na hrdle láhev rozšířil, což umožnilo zatloukat korkové zátky chránící víno před přístupem vzduchu. Digby navíc použil i tmavé sklo, takže vznikl téměř dokonalý obal.